# Odontotrypes roborowskyi
Odontotrypes roborowskyi är en skalbaggsart som beskrevs av Edmund Reitter 1887. Odontotrypes roborowskyi ingår i släktet Odontotrypes och familjen tordyvlar. Inga underarter finns listade i Catalogue of Life.